# Cultura di Altheim

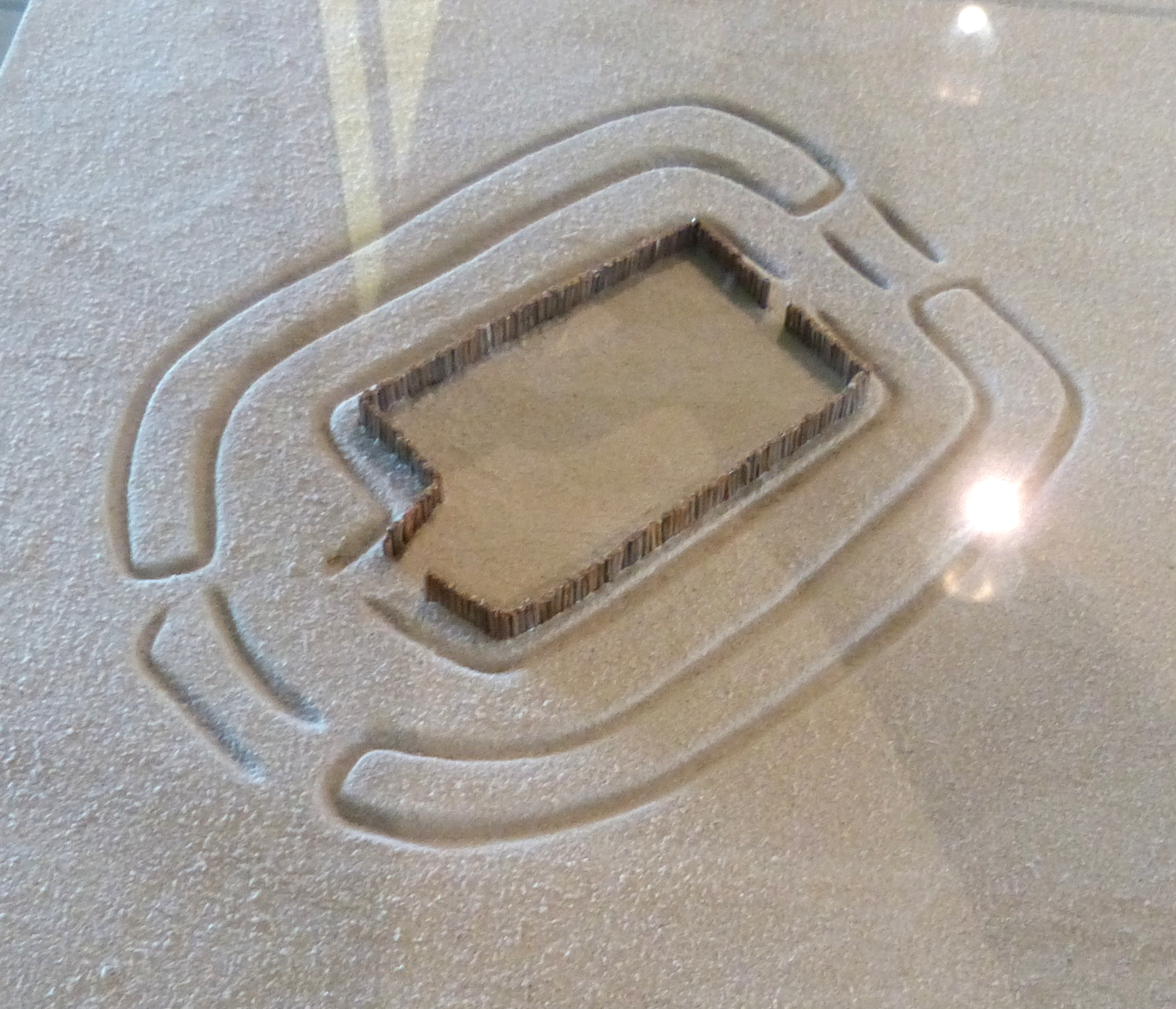
Earthworks di Altheim

La cultura di Altheim o gruppo di Altheim venne definita nel 1915 dall'esperto di preistoria tedesca Paul Reinecke dopo il ritrovamento reperti presso Altheim (comune di Essenbach nel circondario di Landshut), nella Bassa Baviera, sud della Germania. 
I siti del gruppo Altheim spaziano dall'Inn a est al Lech a ovest e dalle colline di Alb a nord ai piedi delle Alpi a sud. Questa cultura risale al 3800-3400 a.C. circa, cioè al tardo Neolitico del sud dell'Europa centrale. Era contemporanea alla cultura di Pfyn della Germania sud-occidentale e della Svizzera, alla cultura di Michelsberg più a nord, al gruppo di Baalberge e al gruppo di Mondsee.